# Kanton Marmoutier
Kanton Marmoutier (fr. Canton de Marmoutier) byl francouzský kanton v departementu Bas-Rhin v regionu Alsasko. Tvořilo ho 25 obcí. Zrušen byl po reformě kantonů 2014.

## Obce kantonu
- Allenwiller
- Birkenwald
- Crastatt
- Dimbsthal
- Gottenhouse
- Haegen
- Hengwiller
- Hohengœft
- Jetterswiller
- Kleingœft
- Knœrsheim
- Landersheim
- Lochwiller
- Marmoutier
- Otterswiller
- Rangen
- Reinhardsmunster
- Reutenbourg
- Salenthal
- Schwenheim
- Singrist
- Thal-Marmoutier
- Westhouse-Marmoutier
- Zehnacker
- Zeinheim